# Nina Leen
Nina Leen, vero nome Nina Lessnik (Odessa, 19 aprile 1906 – New York, 1º gennaio 1995) è stata una fotografa statunitense di origine russa.

## Biografia
Figlia di Abram e Marie Klusner, quando Odessa faceva parte dell'Impero russo. Conosciamo poco della prima parte della sua vita. Sappiamo che studiò pittura a Berlino e che ha vissuto in Italia e Svizzera, dove, oltre ad aver studiato, probabilmente ha iniziato a fotografare da autodidatta con una Rolleiflex. Come sostiene Life, Leen mantenne sempre estremo riserbo sulla sua data di nascita ma, dopo essere emigrata negli Stati Uniti nel 1939, l'anno successivo, il 4 giugno, sposò il fotografo russo Sergei Balkin (1905-1990), dunque nell'atto di matrimonio venne certificata anche la sua data di nascita che è perciò nota.
Pubblicò la sua prima fotografia nel 1940, realizzata con la sua Rolleiflex da cui, pare, non si separò più, presso lo zoo del Bronx. Era una foto di animali. Da quel momento scelse di rimanere libera, senza contratto con alcun magazine, pubblicando moltissime foto di moda, di costume e di animali laddove le veniva richiesto. Quella degli animali, in particolare, costituirà la sua principale vocazione tanto che pubblicherà un volume con le foto del suo cane. Le sue immagini circolarono in gran numero su testate internazionali divenendo ben presto famosa anche se restò riservata sulla sua vita privata. Ciò che sappiamo è che moglie e marito resteranno insieme e che condivideranno le scelte l'uno dell'altra fino alla fine.
Nelle sue immagini anche la banalità quotidiana, come la ragazza che va dal parrucchiere, o la gente che fa la spesa, oppure un dietro le quinte di un circo, possono divenire soggetti interessenti al pari dei divi del cinema Lauren Bacall, Gregory Peck, Barbara Laage, così come nei suoi servizi di moda in cui donne vestite con abiti firmati sembrano divertirsi su una spiaggia assolata. Inoltre, si è saputa destreggiare tra le esigenze del mercato, i desideri interiori e il proprio immaginario che l'ha portata quasi ad aderire al surrealismo.
Nel 1955 Edward Steichen ha scelto due sue fotografie per la mostra itinerante internazionale The Family of Man: in una si vede un bambino alla lavagna, nell'altra diverse generazioni di una famiglia di agricoltori di Ozark nel Missouri.

## Gli Irascibili - The Irascibles
Fu un movimento di protesta maturato nel corso degli anni Quaranta del Novecento, anche a causa della fuga di molti artisti dall'Europa invasa dai nazisti, i quali avevano dato origine ai fenomeni artistici del Futurismo, Dadaismo, Cubismo, Costruttivismo, Surrealismo, per dirne solo alcuni, ma anche alla fuga di galleristi, critici e docenti. Verso la fine del decennio la situazione divenne abbastanza difficile, soprattutto per coloro che si riconoscevano nell'astrattismo e altre forme di nuova avanguardia. Tra coloro figuravano Jackson Pollock, Mark Rothko, Bradley Walker Tomlin, Willem de Kooning, Hedda Sterne, James Brooks, Weldon Kees, Fritz Bultman, Jimmy Ernst e molti altri che firmarono una lettera aperta contro il Metropolitan Museum of Art di New York che ebbe vaste ripercussioni.
Nina Leen fu chiamata da Life a fotografare il gruppo di artisti riuniti, dove Hedda Sterne era l'unica donna.

## Galleria d'immagini

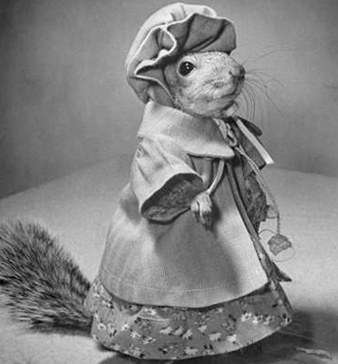
Tommy Tucker, uno scoiattolo addomesticato di Washington, un roditore rinomato per intrattenere i bambini, visitare gli ospedali e sostenere lo sforzo bellico vendendo titoli di guerra, 31/1/1944
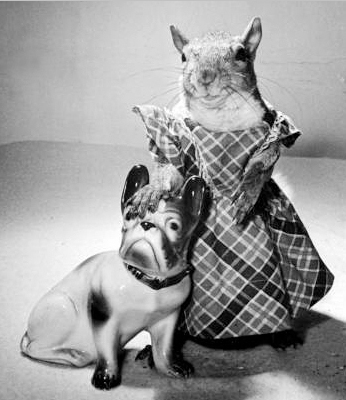
Ancora Tommy Tucker con la statuetta di un cane, 31/1/1944
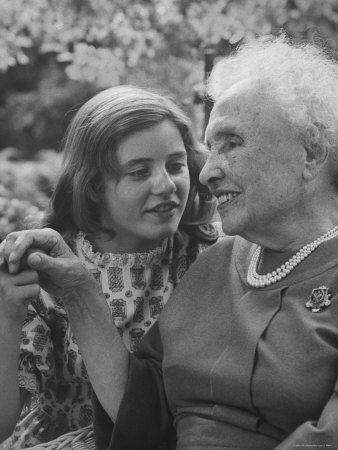
le attrici Patty Duke con Helen Keller, 1961